# Шелби (округ, Кентукки)
Ше́лби (англ. Shelby County) — округ в штате Кентукки, США. Официально образован в 1792 году, получил своё название в честь 1-го губернатора Кентукки Исаака Шелби. По состоянию на 2010 год, численность населения составляла 42 074 человека.

## География
По данным Бюро переписи США, общая площадь округа равняется 998,834 км2, из которых 995,053 км2 суша и 3,781 км2 или 0,380 % это водоёмы.

## Население
По данным переписи населения 2000 года в округе проживает 33 337 жителей в составе 12 104 домашних хозяйств и 9 126 семей. Плотность населения составляет 34,00 человек на км2. На территории округа насчитывается 12 857 жилых строений, при плотности застройки около 13-ти строений на км2. Расовый состав населения: белые — 86,61 %, афроамериканцы — 8,83 %, коренные американцы (индейцы) — 0,30 %, азиаты — 0,40 %, гавайцы — 0,12 %, представители других рас — 2,39 %, представители двух или более рас — 1,34 %. Испаноязычные составляли 4,51 % населения независимо от расы.
В составе 34,70 % из общего числа домашних хозяйств проживают дети в возрасте до 18 лет, 61,00 % домашних хозяйств представляют собой супружеские пары проживающие вместе, 10,60 % домашних хозяйств представляют собой одиноких женщин без супруга, 24,60 % домашних хозяйств не имеют отношения к семьям, 20,20 % домашних хозяйств состоят из одного человека, 8,00 % домашних хозяйств состоят из престарелых (65 лет и старше), проживающих в одиночестве. Средний размер домашнего хозяйства составляет 2,63 человека, и средний размер семьи 3,00 человека.
Возрастной состав округа: 25,20 % моложе 18 лет, 8,70 % от 18 до 24, 31,40 % от 25 до 44, 24,00 % от 45 до 64 и 24,00 % от 65 и старше. Средний возраст жителя округа 36 лет. На каждые 100 женщин приходится 94,90 мужчин. На каждые 100 женщин старше 18 лет приходится 91,30 мужчин.
Средний доход на домохозяйство в округе составлял 45 534 USD, на семью — 52 764 USD. Среднестатистический заработок мужчины был 35 484 USD против 25 492 USD для женщины. Доход на душу населения составлял 20 195 USD. Около 6,50 % семей и 9,90 % общего населения находились ниже черты бедности, в том числе — 11,70 % молодёжи (тех, кому ещё не исполнилось 18 лет) и 12,30 % тех, кому было уже больше 65 лет.